# Rennaz
Rennaz (toponimo francese) è un comune svizzero di 853 abitanti del Canton Vaud, nel distretto di Aigle.

## Storia
Il comune di Rennaz è stato istituito nel 1834 per scorporo da quello di Noville.

### Simboli
Lo stemma è stato adottato nel 1931. La volpe (in francese renard) è un'arma parlante con riferimento al nome Rennaz. Nero e oro sono i colori di Aigle, capoluogo del distretto.

## Monumenti e luoghi d'interesse
- Chiesa riformata, eretta nel 1902[1].

## Società

### Evoluzione demografica
L'evoluzione demografica è riportata nella seguente tabella:
Abitanti censiti

## Infrastrutture e trasporti
Rennaz è servito dall'omonima stazione, sulla ferrovia Aigle-Leysin.

## Amministrazione
Ogni famiglia originaria del luogo fa parte del cosiddetto comune patriziale e ha la responsabilità della manutenzione di ogni bene ricadente all'interno dei confini del comune.